# Łagów (gmina, Sainte-Croix)
Pour les articles homonymes, voir Łagów.
Łagów est une gmina rurale du powiat de Kielce, Sainte-Croix, dans le centre-sud de la Pologne. Son siège est le village de Łagów, qui se situe environ 35 km à l'est de la capitale régionale Kielce.
La gmina couvre une superficie de 113,03 km2 pour une population de 7 030 habitants (2016).

## Géographie
La gmina inclut les villages de Czyżów, Duraczów, Gęsice, Łagów, Lechówek, Małacentów, Melonek, Nowa Zbelutka, Nowy Staw, Piotrów, Płucki, Ruda, Sadków, Sędek, Stara Zbelutka, Winna, Wiśniowa, Wola Łagowska, Zamkowa Wola et Złota Woda.
La gmina borde les gminy de Baćkowice, Bieliny, Daleszyce, Iwaniska, Nowa Słupia, Raków et Waśniów.